# UFC 153
O UFC 153: Silva vs. Bonnar ou UFC Rio III é um evento de MMA promovido pelo Ultimate Fighting Championship que ocorreu no HSBC Arena no Rio de Janeiro, Brasil.

## Background
O evento principal é esperado para ser entre Anderson Silva e Stephan Bonnar.
Vitor Belfort era esperado para enfrentar Alan Belcher nesse evento. No entanto, com uma lesão de Belcher, Belfort foi movido para o UFC 152 para enfrentar Jon Jones pelo Cinturão do Peso Meio Pesado. Para substituir esta luta, a revanche entre Phil Davis vs. Wagner Prado que estava prevista para acontecer no UFC on FX: Browne vs. Pezão, foi movida para este evento.
Quinton Jackson era esperado para enfrentar Glover Teixeira neste evento. No entanto, Rampage se machucou e foi substituído por Fábio Maldonado.
Erik Koch era esperado para enfrentar José Aldo pelo Cinturão do Peso Pena. No entanto, Koch se machucou e fora substituído pelo recém-subido ao Peso Pena e ex-Campeão dos Leves, Frankie Edgar. Porém, Aldo também foi retirado do evento com uma lesão no pé ocasionado por um acidente de moto.
Com o evento sem main-event e co-main event, Anderson Silva aceitou subir de categoria e lutar contra Stephan Bonnar nos Meio-Pesados na luta principal. Para fazer o co-evento principal, Rodrigo Minotauro encara Dave Herman pelos Pesos Pesados.
Gerônimo dos Santos era esperado para enfrentar Gabriel Gonzaga neste evento. No entanto, Mondragon não passou nos exames médicos e a luta foi previamente remarcada para o UFC 154.
Stephan Bonnar e Dave Herman foram pegos no exame anti-doping, Bonnar por uso de Drostanolona (um esteroide anabolizante) e o exame de Herman acusou uso de metabólitos de maconha.

## Card
Nota 1 Exame anti-doping feito após a luta acusou que Bonnar lutou sob efeitos de esteróides.

## Bônus da noite
- Luta da Noite: Jon Fitch vs. Erick Silva[15]
- Nocaute da Noite: Rony Jason[15]
- Finalização da Noite: Rodrigo Minotauro[15]